# Lycium nodosum
Lycium nodosum är en potatisväxtart som beskrevs av John Miers. Lycium nodosum ingår i släktet bocktörnen, och familjen potatisväxter. Utöver nominatformen finns också underarten L. n. isthmense.